# لاور ساحلي (كبغان)
لاور ساحلي (بالفارسية: لاور ساحلی) هي قرية تقع في إيران في قسم كبغان الريفي. يقدر عدد سكانها بـ 531 نسمة بحسب إحصاء 2016.